# Дьомкін Микита Юхимович
Микита Юхимович (Єгорович) Демкін (?-1941) — робітник-муляр, один з перших будівельників Бобриківського (Сталіногорського) хімкомбінату.

## Біографія
У 1929 році приїхав із сином у Бобрики (нині місто Новомосковськ Тульської області). Разом із своєю бригадою працював на південній ділянці будівництва хімічного комбінату, клав печі бараків, стіни цехів. Став відомий тим, що в його бригаді давали рекордно високі норми цегляної кладки — виконували план не менше ніж на 150 %: зокрема, син давав 160—170 %, а сам Микита Єгорович — не менше двох норм кладки цегли. 20 травня 1930 року удостоєний закласти першу цеглу на будівництві хімкомбінату. На початку 1930-х років вступив до ВКП(б).
У 1933 році за свою ударну працю нагороджений орденом Леніна, крім того 15 разів премійований. Входив до складу делегації, спрямованої до Москви до народного комісару важкої промисловості Серго Орджонікідзе з нагоди введення в експлуатацію першої черги хімічного комбінату.
Загинув при авіабомбардуванні території хімкомбінату в 1941 році (за іншими даними  — в 1942 році).

## Нагороди
- Орден Леніна (22 грудня 1933 року[1])

## Пам'ять
На його честь названо вулицю в Урванському мікрорайоні міста Новомосковська, на будинку № 1 встановлено пам'ятну дошку. У музеї АК «Азот» є експозиція, присвячена Микиті Юхимовичу.